# Ancula kariyana
Ancula kariyana is een slakkensoort uit de familie van de Goniodorididae. De wetenschappelijke naam van de soort is voor het eerst geldig gepubliceerd in 1990 door Baba.